# Менахем Орен
Менахем Орен (івр. מנחם אורן; спочатку Мендель Хвойник, у Польщі мав ім'я Мечислав Хвойник, пол. Mieczysław (Mendel) Chwojnik; 16 січня 1902, Ружани, Слонімський повіт, Гродненська губернія — 1 грудня 1961, Тель-Авів) — ізраїльський, раніше польський, шахіст, доктор математики.
Народився в Ружанах в сім'ї Берла (Дов-Бер Алеві) Хвойника (1878-1940) і Рохл Діскіної (1883-1960).
1920 рокуках був найсильнішим шахістом Кракова. Тричі перемагав на першості міста (1919, 1925 і 1926). 1926 року переміг на турнірі в Кракові. Учасник двох чемпіонатів Польщі. 1926 року у Варшаві на 1-му чемпіонаті поділив 8-9 місце, на 2-му в Лодзі в 1927 році 5-7 місце. У 1928 році виступив за збірну Польщі на 4-й шахівниці на 2-й олімпіаді в Гаазі, де команда завоювала бронзові медалі.
У 1930-х роках переїхав з Кракова до Рівного. 1938 року переміг на першості міста. Протягом Другої світової війни жив у СРСР. Після війни в 1945/46 повернувся в Польщу і оселився в Нижній Сілезії.
1949 року через Чехословаччину і Австрію репатріювався до Ізраїля, де івритизував своє ім'я на Менахем Орен. Викладав фізику в гімназії Герцлія в Тель-Авіві.
1951 року переміг на першості Тель-Авіва, а також став першим чемпіоном Ізраїлю з шахів. Наступного року повторив свій успіх на першості Тель-Авіва.
Тричі грав за збірну Ізраїлю на олімпіадах: на другій шахівниці 1952 року в Гельсінках, на шахівниці 1954 року в Амстердамі і на четвертій шахівниці 1956 року в Москві.

## Спортивні результати
| Рік  | Місто     | Турнір                | + | = | − | Результат | Місце |
| ---- | --------- | --------------------- | - | - | - | --------- | ----- |
| 1919 | Краків    | Чемпіонат міста       |   |   |   | з         | 1     |
| 1925 | Краків    | Чемпіонат міста       |   |   |   | з         | 1     |
| 1926 | Краків    | Чемпіонат міста       |   |   |   | з         | 1     |
|      | Краків    |                       |   |   |   | з         | 1     |
|      | Варшава   | 1-й чемпіонат Польщі  | 8 | 3 | 6 | 11 з 17   | 8—9   |
| 1927 | Лодзь     | 2-й чемпіонат Польщі  | 7 | 5 | 2 | 8 з 14    | 5—7   |
| 1928 | Гаага     | 2-га олімпіада        | 4 | 3 | 4 | 6 з 11    |       |
| 1938 | Рівне     | Чемпіонат міста       |   |   |   | з         | 1     |
| 1951 | Тель-Авів | Чемпіонат міста       |   |   |   | з         | 1     |
|      | Тель-Авів | 1-й чемпіонат Ізраїлю |   |   |   | 9 з 13    | 1     |
| 1952 | Тель-Авів | Чемпіонат міста       |   |   |   | з         | 1     |
|      | Гельсінкі | 10-та олімпіада       | 6 | 4 | 3 | 7½ з 13   |       |
| 1954 | Амстердам | 11-та олімпіада       | 7 | 2 | 3 | 8½ з 12   |       |
| 1956 | Москва    | 12-та олімпіада       | 2 | 2 | 4 | 4 з 8     |       |
|      |           |                       |   |   |   | з         |       |